# Alopecurus longiaristatus
Alopecurus longiaristatus är en gräsart som beskrevs av Carl Maximowicz. Alopecurus longiaristatus ingår i släktet kavlen, och familjen gräs. Inga underarter finns listade i Catalogue of Life.